# Жолкино (Брестская область)
Жолкино (бел. Жо́лкіна) — деревня в Пинском районе Брестской области Беларуси. Входит в состав Ласицкого сельсовета.

## География
Ближайшие населённые пункты Борки, Трушево и др.

### Гидрография
Недалеко протекает река Стубла.

## История
В 1885 году Жолкини, село бывшее государственное, дворов 34, жителей 204, церковь православная, в Радчицкой волости Пинского уезда Минской губернии.
В 1908 году село Жолкин в Витчевской волости Пинского уезда Минской губернии.

## Население

### Численность
- 2019 год — 64 жителей

### Динамика
- 1908 год — 743 жителей, 102 дворов (село Жолкин)[2]
- 1999 год — 173 жителей (перепись населения)
- 2009 год — 112 жителей (перепись населения)[2]
- 2019 год — 64 жителей (перепись населения)

## Улицы
- Интернациональная
- Колхозная
- Первомайская
- Садовая
- Советская
- Узкий переулок
- Школьная

## Достопримечательность
- Спасо-Преображенская церковь (1996)[3]
- Памятник-обелиск и мемориальное сооружение братской могилы советских воинов и партизан.

Жолкино стало одним из первых населённых пунктов в Пинском районе и первым серьёзным укрепрайоном, откуда с боем изгнали немецко-фашистских захватчиков. Этого успеха части 212-й стрелковой дивизии достигли в 11 часов 30 минут 18 марта 1944 года.

## Известные лица
- Юзеф Кашиц (1795—1868) — участник восстания 1830—1831 годов.